# 阿公岩

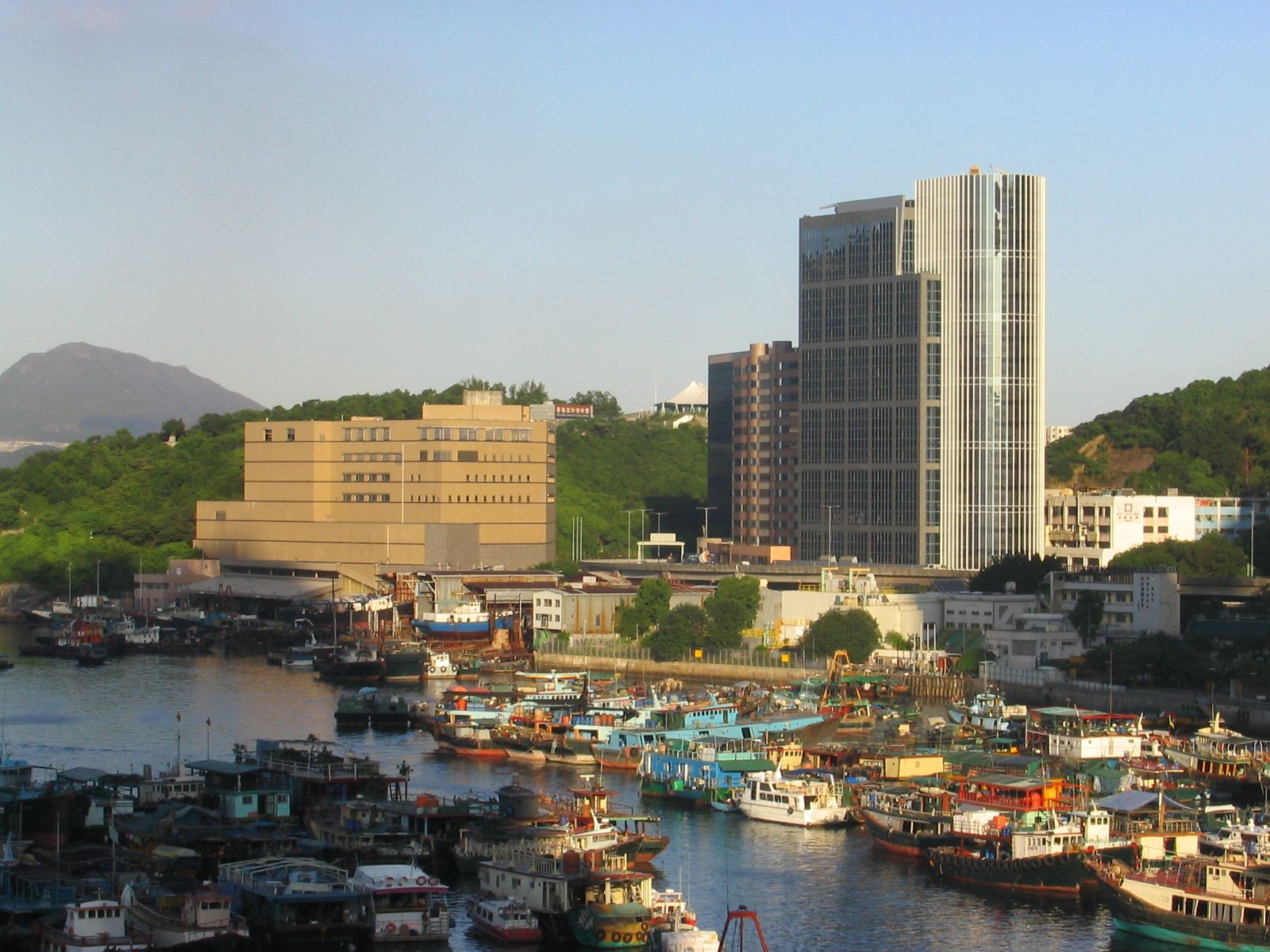
阿公岩及筲箕灣避風塘

阿公岩（英語：A Kung Ngam）位於香港東區東部，位於柴灣之西，屬於筲箕灣東部。

## 地名起源

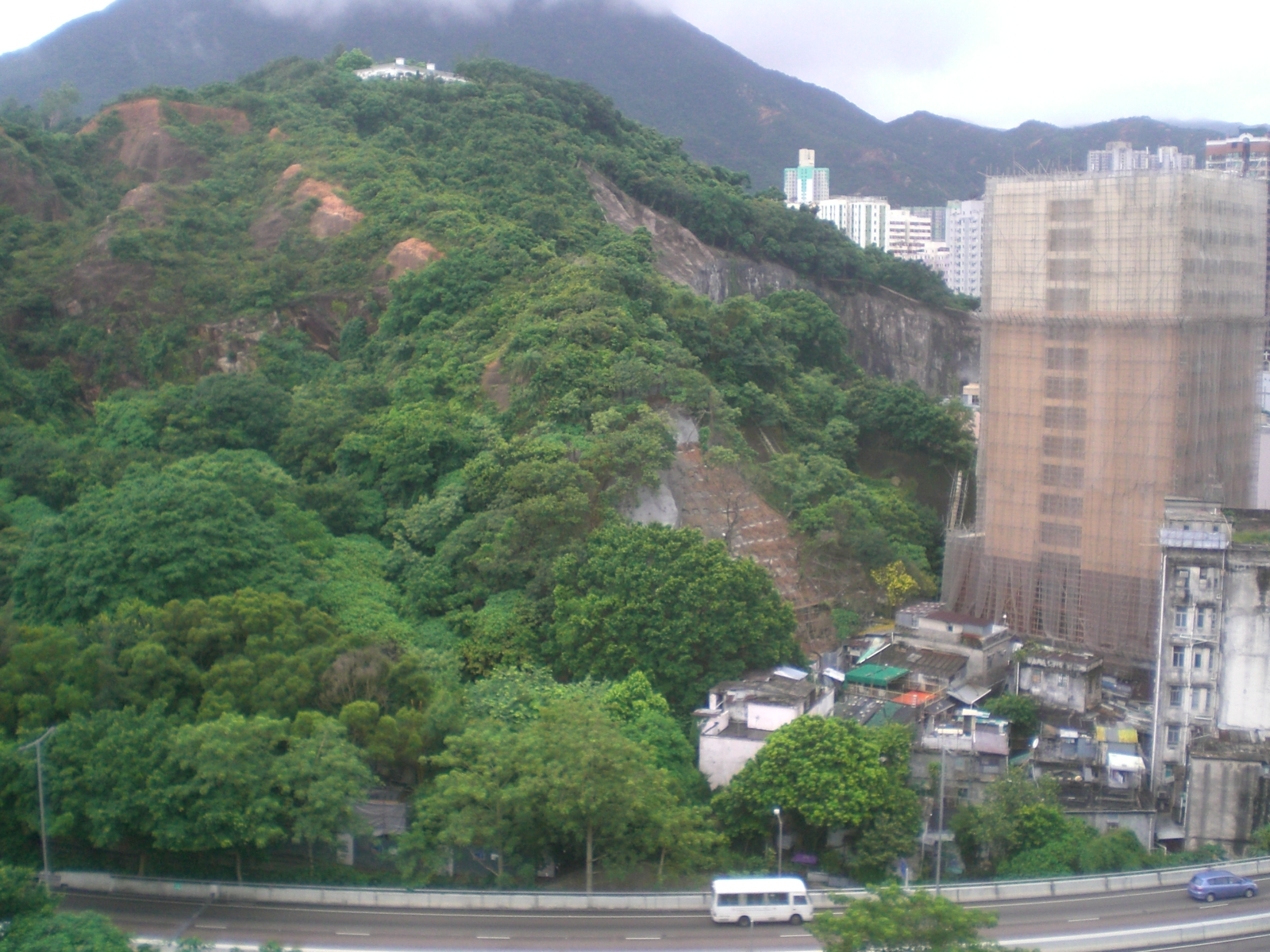
阿公岩的部份山坡仍見到舊日的採礦面

除漁業以外，打石也是筲箕灣早期的重要產業。19世紀時，阿公岩為一個開採花崗岩的石礦場。當地工作的人主要來自惠州和潮州，信奉譚公。由於他們又稱譚公為「阿公」，所以該地方便稱為「阿公岩」。

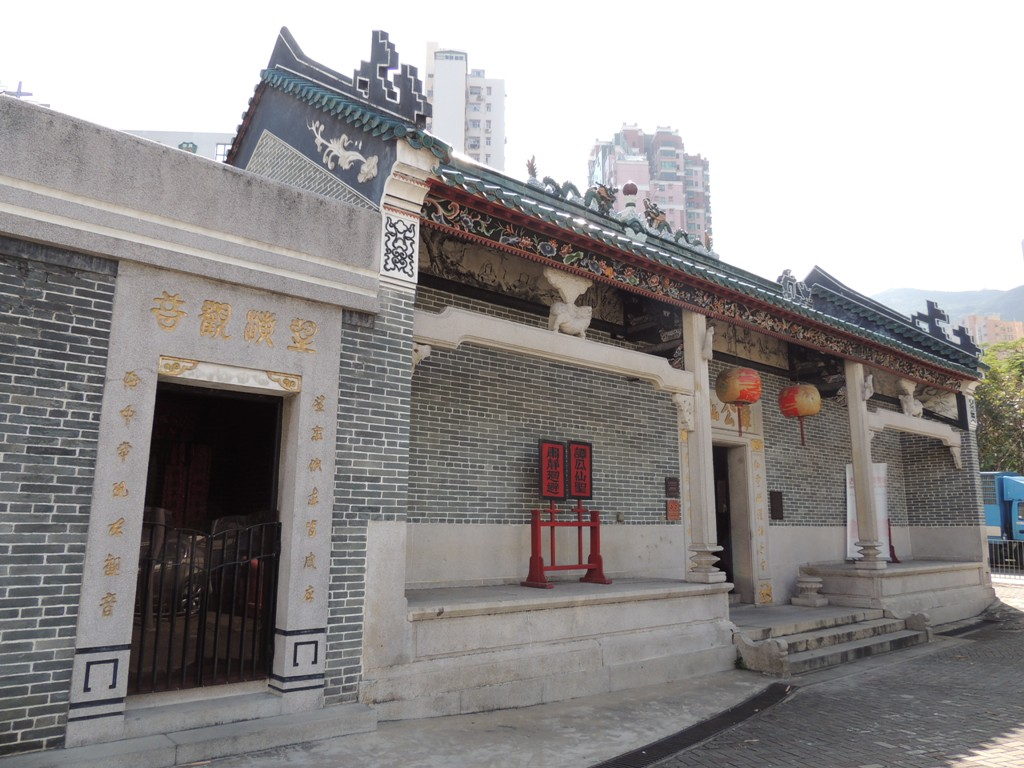
以前村民供奉「阿公」，為他建設廟宇，亦即「譚公廟」，已被列為三級歷史建築

## 歷史

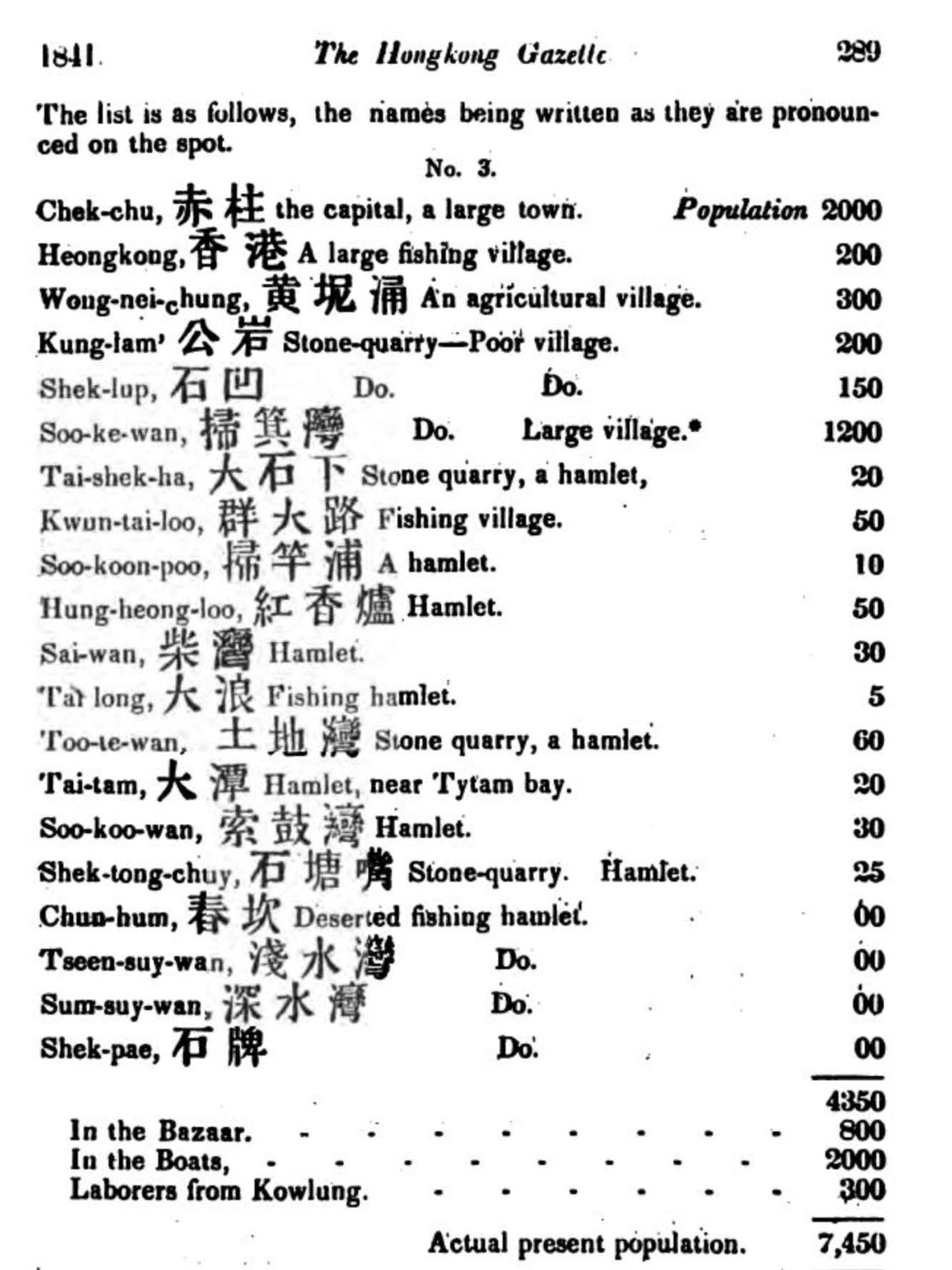
《中國叢報》1841年香港島人口統計

阿公岩有一條阿公岩村的村落，於1841年人口已有200名，與毗鄰的「掃箕灣」（筲箕灣）一樣為石礦場村落。
惟到了1901年，人口只微增至213人，可見當時該地發展的緩慢。
1905年，當地居民興建了一座「譚公仙聖廟」，香火鼎盛。1950年至1972年期間，南華體育會曾於該地設立泳棚。
其後，阿公岩興建多座工業大廈，成為筲箕灣的工業區，而《讀者文摘》、《成報》、《星島日報》和《新報》亦在該處紮根。

## 著名地點
- 譚公仙聖廟
- 明華大廈

## 交通

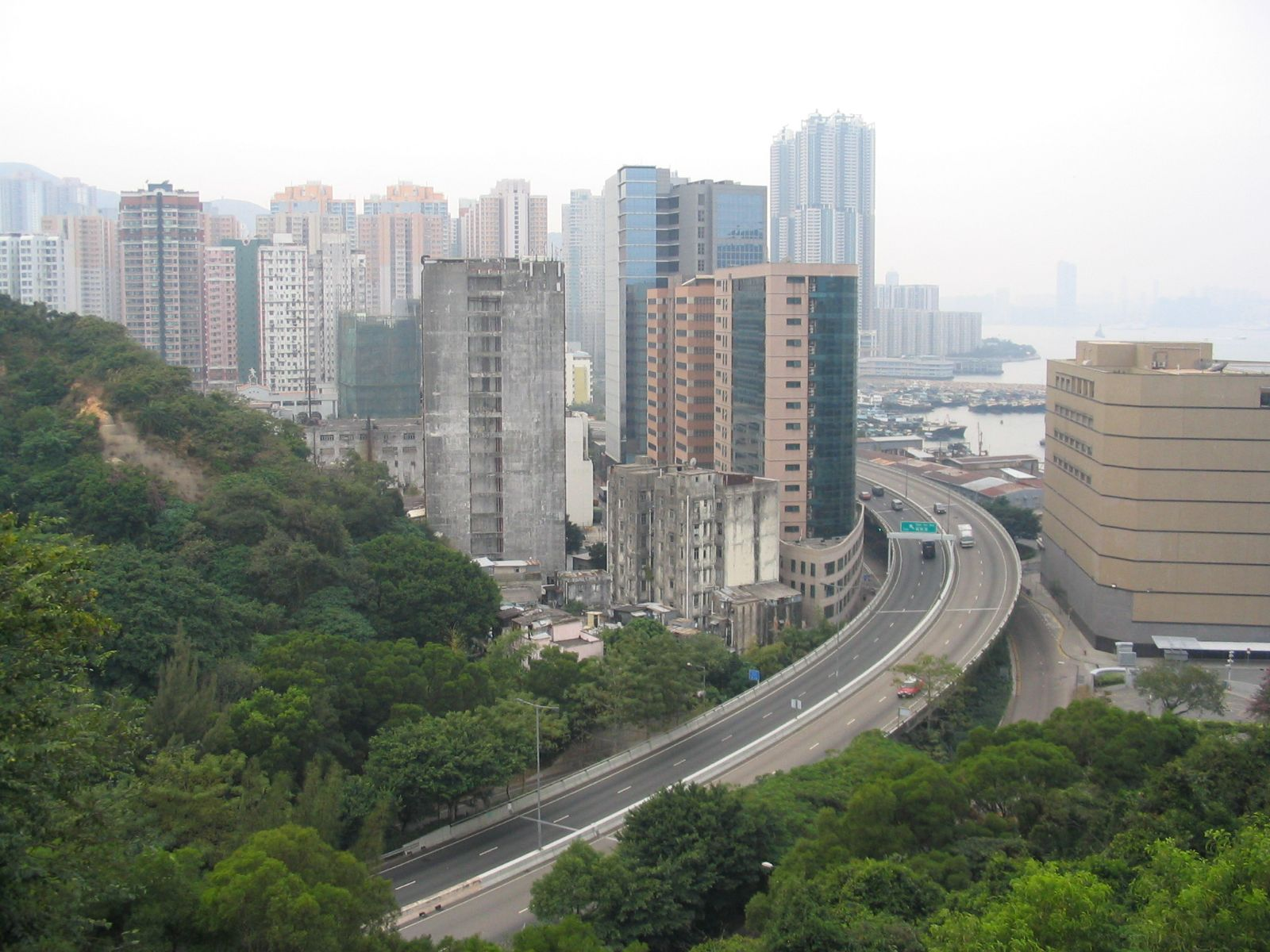
貫穿阿公岩的東區走廊

阿公岩的地理位置，正處於鯉魚門水道入口，屬於筲箕灣區的偏僻地方，以往只有一條阿公岩道作為主要連接筲箕灣的道路。
在1980年代末期，隨著1986年8月動工之港島東區走廊第三期（筲箕灣至柴灣段）的開通，有支路接連阿公岩，也為附近鯉魚門炮台和香港海防博物館的交通連接起了幫助。

### 主要交通幹道
- 東區走廊
- 阿公岩道
- 阿公岩村道

### 公共交通
港鐵
- █  港島綫：筲箕灣站

電車
- 筲箕灣總站

#### 巴士
- 城巴85線

## 參看
- 東區
- 筲箕灣
- 香港礦業